# 伊尼蒙
伊尼蒙（法語：Innimond，法語發音：[inimɔ̃]）是法国东部安省的一个市镇，属于贝莱区。

## 地理
伊尼蒙（45°46'58"N, 5°34'21"E）面积13.44 平方千米，位于法国奥弗涅-罗讷-阿尔卑斯大区安省，该省份为法国东部省份，北起汝拉省，西北接索恩-卢瓦尔省，西接罗讷省和里昂大都会，南至伊泽尔省，东与萨瓦省、上萨瓦省和瑞士接壤。
与伊尼蒙接壤的市镇（或旧市镇、城区）包括：昂布莱翁、谢尼约拉巴尔姆、孔特勒沃、隆普纳斯、马尔尚、奥尔多纳兹、圣日耳曼莱帕鲁瓦斯。

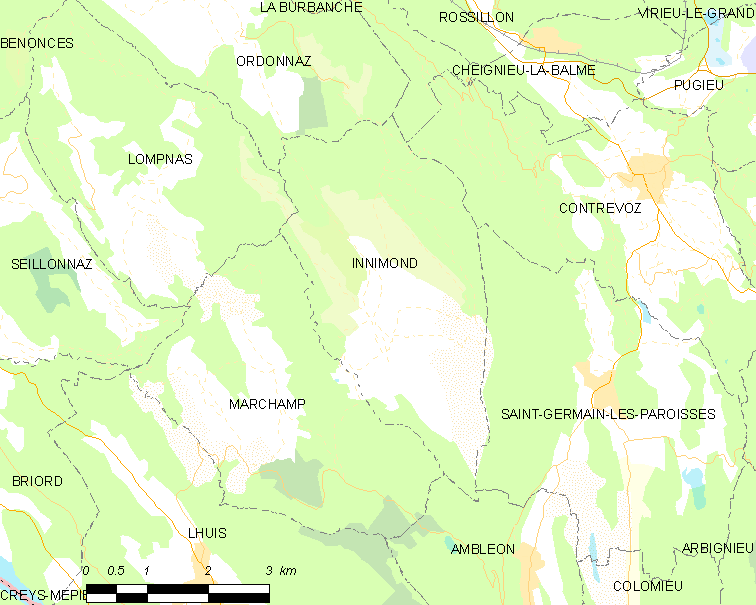
伊尼蒙的OSM定位图

伊尼蒙的时区为UTC+01:00、UTC+02:00（夏令时）。

## 行政
伊尼蒙的邮政编码为01680，INSEE市镇编码为01190。

## 政治
伊尼蒙所属的省级选区为拉尼约县。

## 人口

1962-2008年间伊尼蒙人口变化图示

伊尼蒙于2022年1月1日时的人口数量为92人。